# الأسلاف

تعديل مصدري - تعديل

الأسلاف هي إحدى حارات حي يريم بمدينة يريم أحد مدن محافظة إب، بلغ تعداد سكانها 407 نسمة حسب تعداد اليمن لعام 2004.